# Plainfield (Ohio)
Plainfield és una població dels Estats Units a l'estat d'Ohio. Segons el cens del 2000 tenia 158 habitants.

## Demografia
Segons el cens del 2000, Plainfield tenia 158 habitants, 66 habitatges, i 45 famílies. La densitat de població era de 145,2 habitants per km².
Dels 66 habitatges en un 28,8% hi vivien nens de menys de 18 anys, en un 57,6% hi vivien parelles casades, en un 4,5% dones solteres, i en un 31,8% no eren unitats familiars. En el 30,3% dels habitatges hi vivien persones soles el 9,1% de les quals corresponia a persones de 65 anys o més que vivien soles. El nombre mitjà de persones vivint en cada habitatge era de 2,39 i el nombre mitjà de persones que vivien en cada família era de 2,93.
Per edats la població es repartia de la següent manera: un 21,5% tenia menys de 18 anys, un 7,6% entre 18 i 24, un 36,1% entre 25 i 44, un 18,4% de 45 a 60 i un 16,5% 65 anys o més.
L'edat mediana era de 39 anys. Per cada 100 dones de 18 o més anys hi havia 113,8 homes.
La renda mediana per habitatge era de 39.821 $ i la renda mediana per família de 41.806 $. Els homes tenien una renda mediana de 25.625 $ mentre que les dones 15.833 $. La renda per capita de la població era de 16.441 $. Cap de les famílies i el 2,6% de la població estaven per davall del llindar de pobresa.

## Poblacions més properes
El següent diagrama mostra les poblacions més properes.